# Draquila - L'Italia che trema
Draquila - L'Italia che trema (Draquila - Italië beeft) is een Italiaanse kritische documentaire uit 2010 van de cabaretier Sabina Guzzanti over de aardbeving in L'Aquila in 2009 en de wederopbouw van de stad. Op het filmfestival van Cannes 2010 werd hij buiten competitie vertoond. Hierop besloot de Italiaanse regering van Silvio Berlusconi, die de film als beledigende propaganda beschouwde, het festival te boycotten.